# Ridikül
A Ridikül női délutáni talk-show, amely Kocsis-M. Brigitta vezetésével fut a közmédia csatornáin, jelenleg a Duna Televízión.
A műsorban általában három hölgyvendég vitat meg egy bizonyos témát, majd kb. félidőben csatlakozik hozzájuk egy meglepetés férfivendég is. Ritkábban előfordulnak fordított adások is, amelyekben három férfi, és egy nő szerepel, illetve akadnak több meglepetésvendéget szerepeltető epizódok is, ezekben három, sőt néha négy ilyen sztár is megfordul.
A műsor jelenleg 16 órai kezdettel fut, késő este pedig megismétlik a Duna World műsorán.
A talk-show korábbi műsorvezetője volt Jakupcsek Gabriella (2013–2016), majd Dióssy Klári (2016–2025).

## A név eredete
A retikül vagy ridikül formában is elterjedt, francia eredetű szó női kézitáskát jelent.

## Epizódok
| Évad | Részek száma | Eredeti sugárzás     | Eredeti sugárzás   | Műsorvezető         |
| Évad | Részek száma | Évadpremier          | Évadzáró           | Műsorvezető         |
| ---- | ------------ | -------------------- | ------------------ | ------------------- |
| 1.   | 62           | 2013. március 18.    | 2013. június 14.   | Jakupcsek Gabriella |
| 2.   | 63           | 2013. szeptember 23. | 2013. december 20. | Jakupcsek Gabriella |
| 3.   | 100          | 2014. január 6.      | 2014. május 30.    | Jakupcsek Gabriella |
| 4.   | 68           | 2014. szeptember 15. | 2014. december 19. | Jakupcsek Gabriella |
| 5.   | 108          | 2015. január 5.      | 2015. június 12.   | Jakupcsek Gabriella |
| 6.   | 94           | 2015. augusztus 31.  | 2016. január 22.   | Jakupcsek Gabriella |
| 7.   | 97           | 2016. január 25.     | 2016. június 10.   | Dióssy Klári        |
| 8.   | 87           | 2016. augusztus 22.  | 2016. december 23. | Dióssy Klári        |
| 9.   | 119          | 2017. január 2.      | 2017. június 16.   | Dióssy Klári        |
| 10.  | 90           | 2017. augusztus 28.  | 2017. december 22. | Dióssy Klári        |
| 11.  |              | 2018. január 2.      | 2018. június 15.   | Dióssy Klári        |
| 12.  |              | 2018. augusztus 27.  | 2018. december 21. | Dióssy Klári        |
| 13.  |              | 2019. január 2.      | 2019. június 14.   | Dióssy Klári        |
| 14.  |              | 2019. augusztus 26.  | 2019. december 20. | Dióssy Klári        |
| 15.  |              | 2020. január 6.      | 2020. június 15.   | Dióssy Klári        |
| 16.  |              | 2020. augusztus 31.  | 2020. december 18. | Dióssy Klári        |
| 17.  |              | 2021. január 4.      | 2021. június 18.   | Dióssy Klári        |
| 18.  |              | 2021. szeptember 7.  | 2021. december 17. | Dióssy Klári        |
| 19.  |              | 2022. január 3.      | 2022. június 10.   | Dióssy Klári        |
| 20.  |              | 2022. augusztus 29.  | 2022. december 23. | Dióssy Klári        |
| 21.  |              | 2023. január 9.      | 2023. június 16.   | Dióssy Klári        |
| 22.  |              | 2023. szeptember 4.  | 2023. december 22. | Dióssy Klári        |
| 23.  |              | 2024. január 8.      | 2024. június 21.   | Dióssy Klári        |
| 24.  |              | 2024. szeptember 2.  | 2025. január 6.    | Dióssy Klári        |
| 25.  |              | 2025. január 7.      | 2025. június 20.   | Kocsis-M. Brigitta  |

## Vendégek

### Rendszeres vendégek (7-12 alkalommal voltak)
- Bach Szilvia
- Bagdy Emőke
- Balla Eszter
- Básti Juli
- Béres Alexandra
- Csepregi Éva
- Eszményi Viktória
- Esztergályos Cecília
- Fodor Zsóka
- Gregor Bernadett
- Harsányi Levente
- Hevesi Krisztina
- Horgas Eszter
- Horváth Lili
- Huszárik Kata
- Judy
- Kassai Ilona
- Kánya Kata
- Keleti Andrea
- Keresztes Ildikó
- Kovács Ágnes
- Kovács Kati
- Lola
- Malek Andrea
- Marjai Judit
- Nacsa Olivér
- Náray Erika
- Szekeres Adrien
- Oszvald Marika
- Palya Bea
- Pásztor Anna
- Pásztor Erzsi
- Peller Anna
- Peller Mariann
- Pécsi Ildikó
- Péter Szabó Szilvia
- Rácz Zsuzsa
- Tordai Teri
- Tóth Vera
- Ungár Anikó
- Zoltán Erika
- Patai Anna

### Gyakori vendégek (6 alkalommal voltak)
- Dr. Almási Kitti
- Benkő Nóra
- Bangó Margit
- Csonka András
- Erdei Zsolt
- Für Anikó
- Gubás Gabi
- Győrfi Pál
- Halász Judit
- Hámori Eszter
- Janza Kata
- Kormos Anett
- Kovács Áron
- Kovács István
- Lackfi János
- Medveczky Kata
- Miló Viktória
- Pataki Zita
- Sütő Enikő
- Szandi
- Szűcs Judith
- Xantus Barbara
- Wolf Kati

A műsor sok száz női- és férfi meglepetés vendéget szerepeltetett már, közel 615 nőt, 345 férfit és 12 gyereket a 400. adással bezárólag, egészen pontosan tehát 967 vendég fogadta el a meghívást. Köztük ismert színészeket, énekeseket, zenészeket, televíziós és rádiós személyiségeket, sportolókat, valamint, ha a téma megkívánja, kevésbé ismert szakértőket, pszichológusokat, orvosokat, tanárokat, jogászokat, gasztronómusokat, esetenként civileket látnak vendégül. Ide a leggyakrabban előforduló arcokat listáztuk ki.
Ezen kívül vendégül látott a műsor olyan nagyszerű művészeket, szakembereket, akik már nem lehetnek köztünk, ők Margitai Ági, Pap Vera, Kovács Erzsi, Kóti Árpád, Benkó Sándor, Szipál Márton, Somló Tamás, Lux Elvira, Lorán Lenke, Jókai Anna, Dévény Anna, Nagy György, Aradszky László, Fábián Juli, Tahi Tóth László és Józsa Imre. Többször megfordultak már a műsorban más csatornák emblematikus arcai, köztük Liptai Claudia, Azurák Csaba, Stahl Judit, Erős Antónia, Erdélyi Mónika, Váczi Gergő és még sokan mások!
Fordított adásból a 6. évad végéig 40 rész került adásba, rendszeres fordított adások a 4. évadban kezdődtek. Többvendéges adást pedig tizenötöt láthattak a nézők, amelyekben szülők, nagyszülők és gyerekek, valamint már munkatársak is mutatkoztak együtt.

## Témák
A műsor mindenki számára egyaránt érdekes témákat feszeget, néha fordul csak elő, hogy kizárólag női, esetleg a fordított adások alkalmával férfi, vagy csak fiataloknak szóló témák kerülnek terítékre. Legtöbbet az élet hétköznapi kérdéseivel foglalkozik, amelyek közt jelentős szerepet kap a szerelem, a gyereknevelés, betegápolás, család és válás, de van itt szó születésről és halálról, nevetésről és sírásról, munkáról és szabadidőről, rokonokról és barátokról, külföldről és belföldről, karácsonyról és húsvétról, különleges rendezvényekről – egyszóval a mindennapi élet apró-cseprő dolgairól, amik mindenkit érdekelhetnek!

## Sugárzás
| Dátum                         | Évad | Idősáv | Időtartam |
| 2013. 03. 18. - 2014. 02. 28. | 1-3. | 17:40  | 50 perc   |
| 2013. 03. 18. - 2014. 02. 28. | 1-3. | 17:40  | 45 perc   |
| 2014. 03. 03. - 05. 30.       | 3.   | 17:35  | 45 perc   |
| 2014. 09. 15. - 09. 26.       | 4.   | 17:45  | 45 perc   |
| 2014. 09. 29. - 12. 19.       | 4.   | 17:40  | 45 perc   |
| 2015. 01. 05. - 03. 13.       | 5.   | 17:50  | 45 perc   |
| 2015. 03. 16. -               | 5-7. | 17:00  | 50 perc   |

Egy-egy különleges esemény, általában sportműsorok miatt néhány adás korábbi, 15–16 órai kezdésre csúszott, míg mások elmaradtak. Ünnepnapokon a Ridikül sohasem sugároz, karácsony erejéig kisebb, kéthetes szünetre vonul.
A műsor nézettsége a délutáni idősávhoz viszonyítva nem túl magas, össznézettségben átlagosan 100 ezer fölött van, míg a célcsoportból körülbelül 20–30 ezren nézik naponta. A 18 év alattiak körében nem túl népszerű a műsor, csak kb. 2-3%-uk nézi.
2014. február 13-án indult útjára a Ridikül Magazin, ami a műsor témáit kibővítve tárgyalja. Csütörtökönként jelenik meg, az interjúkon kívül a hét adásaihoz tartozó cikkekkel, valamint a női magazinokból elhagyhatatlan divat-, szakács- és sok-sok egyéb, az adásokhoz nem kapcsolódó rovattal várja az érdeklődőket az újságosoknál.
Megjelentek a Ridikül Szalonok is, amikről már a műsorokban is volt érintőlegesen szó. Az egész országban terjedő, a műsor témáit feszegető női és férfi beszélgetőklubok, amelyek általában szintén 3–4 vendéget, valamint a beszélgetésre éhes nézőket látják vendégül, egyre népszerűbbek.